# Irlands damlandslag i fotboll
Irlands damlandslag i fotboll representerar Irland i fotboll på damsidan. Landslaget spelade sin första match den 22 april 1973 borta mot Skottland. VM 2023 i Australien och Nya Zeeland var det första mästerskap som Irland kvalat in till.

## Laguppställning
Följande spelare ingår i spelartruppen i VM 2023.
- Matcher och mål är uppdaterade per den 19 juli 2023.

| Nr | Pos. | Namn              | Födelsedatum (ålder)      | Matcher | Mål |           | Klubb                   |
| -- | ---- | ----------------- | ------------------------- | ------- | --- | --------- | ----------------------- |
| 1  | MV   | Courtney Brosnan  | 10 november 1995 (27 år)  | 21      | 0   | England   | Everton                 |
| 2  | F    | Claire O'Riordan  | 12 oktober 1994 (28 år)   | 17      | 0   | Skottland | Celtic                  |
| 3  | F    | Chloe Mustaki     | 29 juli 1995 (27 år)      | 5       | 0   | England   | Bristol City            |
| 4  | F    | Louise Quinn      | 17 juni 1990 (33 år)      | 103     | 15  | England   | Birmingham City         |
| 5  | F    | Niamh Fahey       | 13 oktober 1987 (35 år)   | 106     | 1   | England   | Liverpool               |
| 6  | MF   | Megan Connolly    | 7 mars 1997 (26 år)       | 38      | 4   | England   | Brighton & Hove Albion  |
| 7  | F    | Diane Caldwell    | 11 september 1988 (34 år) | 95      | 3   | England   | Reading                 |
| 8  | MF   | Ruesha Littlejohn | 3 juli 1990 (33 år)       | 71      | 6   | England   | Aston Villa             |
| 9  | A    | Amber Barrett     | 16 januari 1996 (27 år)   | 35      | 5   | Tyskland  | Turbine Potsdam         |
| 10 | MF   | Denise O'Sullivan | 4 februari 1994 (29 år)   | 101     | 19  | USA       | North Carolina Courage  |
| 11 | MF   | Katie McCabe      | 21 september 1995 (27 år) | 72      | 18  | England   | Arsenal (captain)       |
| 12 | MF   | Lily Agg          | 17 december 1993 (29 år)  | 7       | 2   | England   | London City Lionesses   |
| 13 | F    | Áine O'Gorman     | 13 maj 1989 (34 år)       | 117     | 13  | Irland    | Shamrock Rovers         |
| 14 | F    | Heather Payne     | 26 januari 2000 (23 år)   | 34      | 1   | USA       | Florida State Seminoles |
| 15 | MF   | Lucy Quinn        | 29 september 1993 (29 år) | 13      | 2   | England   | Birmingham City         |
| 16 | MV   | Grace Moloney     | 1 mars 1993 (30 år)       | 6       | 0   | England   | Reading                 |
| 17 | MF   | Sinead Farrelly   | 16 november 1989 (33 år)  | 1       | 0   | USA       | NJ/NY Gotham FC         |
| 18 | A    | Kyra Carusa       | 14 november 1995 (27 år)  | 11      | 2   | England   | London City Lionesses   |
| 19 | A    | Abbie Larkin      | 27 april 2005 (18 år)     | 6       | 1   | Irland    | Shamrock Rovers         |
| 20 | A    | Marissa Sheva     | 22 april 1997 (26 år)     | 3       | 0   | USA       | Washington Spirit       |
| 21 | MF   | Ciara Grant       | 11 juni 1993 (30 år)      | 17      | 0   | Skottland | Hearts                  |
| 22 | F    | Isibeal Atkinson  | 17 juli 2001 (22 år)      | 4       | 0   | England   | West Ham United         |
| 23 | MV   | Megan Walsh       | 12 november 1994 (28 år)  | 1       | 0   | England   | Brighton & Hove Albion  |